# Ardisia gordonii
Ardisia gordonii är en viveväxtart som beskrevs av Ricketson och Pipoly. Ardisia gordonii ingår i släktet Ardisia och familjen viveväxter. Inga underarter finns listade i Catalogue of Life.